# レジナルド・バーソロミュー
レジナルド・バーソロミュー（Reginald Bartholomew, 1936年2月17日 - 2012年8月26日）は、アメリカ合衆国の外交官。

## 生涯
1936年、メイン州ポートランドにて誕生した。1958年にダートマス大学で学士号を、続いて1960年にシカゴ大学で修士号を取得した。1960年から1962年までシカゴ大学国際関係委員会顧問、1961年から1964年までシカゴ大学社会科学講師を務めた。この間に1年間のフランス留学を経験し、フランス語とフランス政治を学ぶ。1964年から1968年までウェズリアン大学行政学講師。
1974年から1977年まで国務省政策企画本部副本部長。1977年から1979年まで国務省政治軍事局次長および国家安全保障会議メンバー。1979年から1981年まで国務省政治軍事局長。
1983年、バーソロミューはレバノンの大使に任命された。翌年、テロリストは撤退を求めて新しく建設された米国大使館と海兵隊を爆撃した。 しかしバーソロミューの助言のもと、レーガン大統領は1984年2月まで撤退の命令を遅らせた。1986年まで駐レバノン大使。1986年から1989年まで駐スペイン大使。国務次官（国際安全保障担当）。1992年から1年間、NATO大使。1993年から1997年まで駐イタリア大使。
2012年8月26日、がんのためニューヨーク市マンハッタンで死去。76歳没。